# 물 발자국

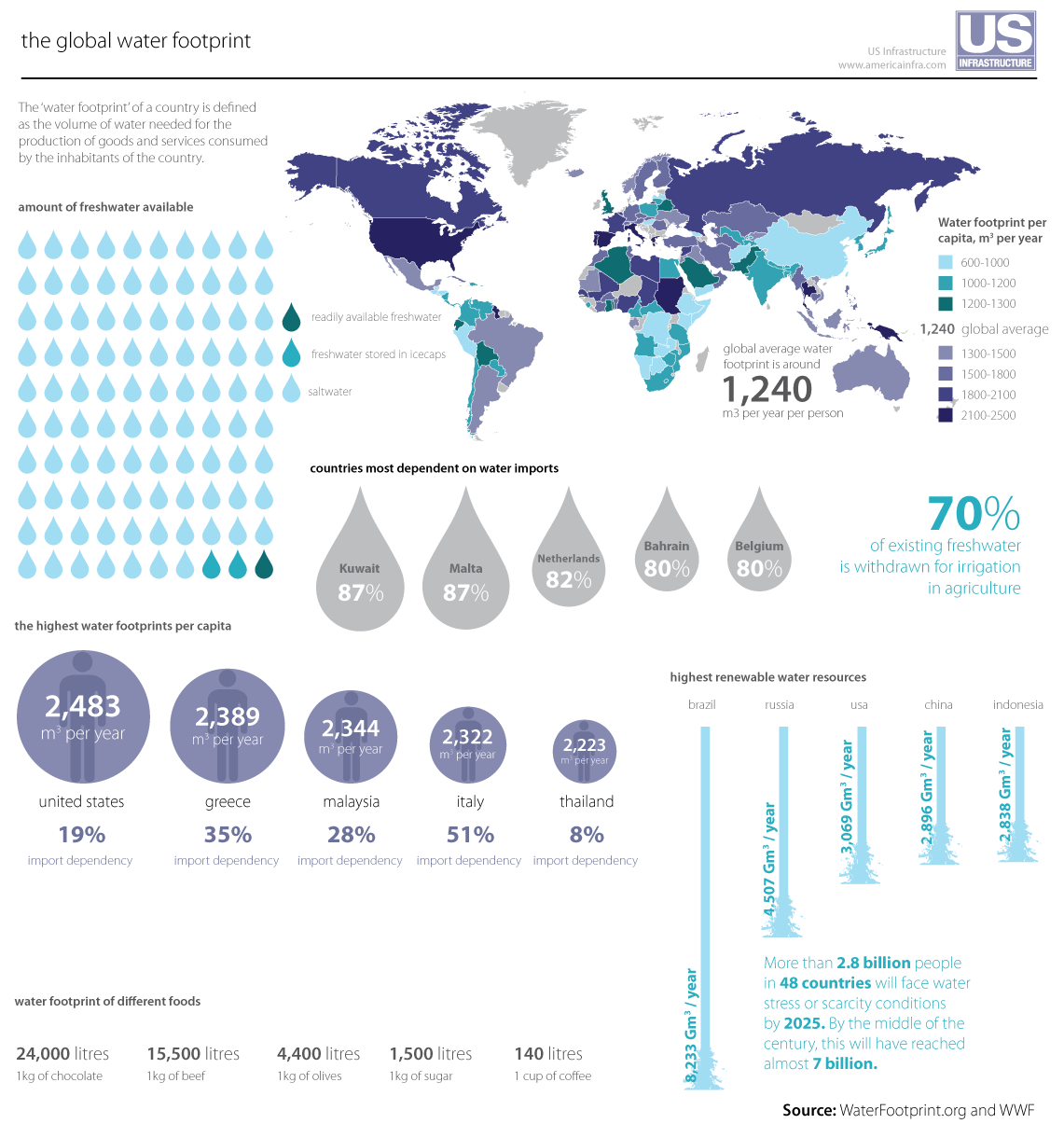

물 발자국(Water footprint)은 단위 제품 및 단위 서비스 생산 전과정(Life cycle) 동안 직‧간접적으로 사용되는 물의 총량을 뜻하는 것으로 우리가 일상생활에서 사용하는 제품을 생산, 소비하는데 얼마나 많은 양의 물이 필요한지 나타내 주는 지표이다.

## 주요 농산물의 물 발자국
유네스코 산하의 세계적 물·환경교육기관인 국제구조수리환경공학연구소(IHE)에서 발표한 주요 농산물의 물 발자국은 다음과 같다.
- 사과 : 210ℓ/1개(300g)
- 쌀 : 3,400ℓ/kg
- 보리 : 1,300ℓ/kg
- 밀 : 1,300ℓ/kg
- 콩 : 1,800ℓ/kg
- 감자 : 900ℓ/kg
- 옥수수 : 900ℓ/kg
- 돼지고기 : 4,800ℓ/kg
- 닭고기 : 3,900ℓ/kg
- 달걀 : 200ℓ/1개(60g)

## 같이 보기
- 탄소 발자국
- 생태발자국